# Accelerated Graphics Port

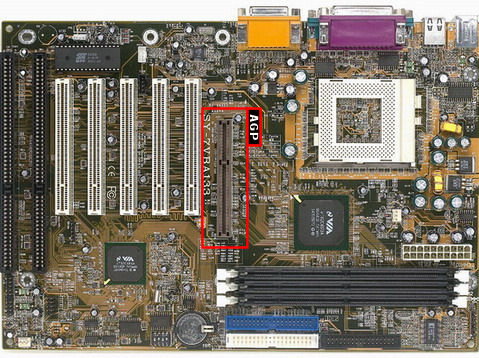
マザーボード上のAGPスロット

Accelerated Graphics Port（アクセラレーテッド グラフィックス ポート、AGP）とは、インテルが策定したビデオカード用の拡張ポート規格である。

## 概要
インテルのPentium II・Celeron用Slot 1対応チップセットであるIntel 440LXでAGP 1.0が初採用され、以後、後継規格であるPCI Expressが制定・実用化されるまでパーソナル・コンピューターを中心に利用された。
信号プロトコルは32ビット 66 MHz動作のPCIバスのそれを基本としつつ、同バスでデータバスと時分割により共用とされていたアドレスバスを8ビット幅で別途用意し、必要に応じて両バスを分離可能とするサイドバンドアドレッシング機能や、CPUを介せず直接グラフィックコントローラでメインメモリの読み書きを可能とするDIME (DIrect Memory Execution) 機能を搭載する。
サイドバンドアドレッシング機能とDIME機能は共に本ポートに接続されるグラフィックコントローラからパソコン本体のメインメモリへのアクセスを高速化するためのものである。これらは当初、メインメモリをテクスチャやZバッファやバックプレーンとして使用することによって、ビデオカードに搭載されるビデオメモリの搭載量を必要最小限で済ませ、一定の描画性能を確保しつつ低コスト化を図る目的で開発された。だが、規格制定と前後してWindows搭載パソコンでの3Dグラフィック機能の搭載が急速に進展したことから、そうした低コストパソコンへの適用とは別に、ポリゴンによる3Dグラフィック機能をサポートするグラフィックコントローラにおいて、大容量テクスチャメモリをメインメモリ上に確保する手段として賞揚され、下位機種から上位機種まで幅広く普及するに至った。
最初のバージョンであるAGP 1.0は1996年8月に策定され、1997年夏頃から製品が出回るようになった。
上述の通りAGPは32ビットPCIの上位互換機能を備えており、適切なデバイスドライバが存在しない場合、本ポートに接続されたグラフィックコントローラは32ビット 66 MHzのPCIバスに接続されているのと同等の動作を行う。
後年、大量のメモリをビデオカードに実装するようになると、ビデオカードのメモリアクセスはビデオカード内で完結することも多くなり、メインメモリへのアクセス向上という意義はやや薄れた。だが、この時期には3Dゲームを中心に本ポート経由でやりとりされるデータそのものが急増しており、その要求に応える形で本ポートは規格の拡張・性能向上が繰り返された。これにより、基本となる1xモード (半二重266 MB/s) の機能に加えて信号の低電圧差動を行い、さらにクロック信号の立ち上がりに加え、立ち下がり、待ち時間などを検出することで同一クロックタイミングのまま転送速度を2倍・4倍・8倍と高速化させるAGP 2xモード (半二重533 MB/s) ・4xモード (半二重1,067 MB/s) ・8xモード (半二重2,133 MB/s) が開発されている。

## 規格のバージョンと互換性
AGPはこれまでに3つの規格がリリースされ、諸元は以下の表の通りである。
|                        | AGP 1.0   | AGP 2.0          | AGP 3.0          |
| ---------------------- | --------- | ---------------- | ---------------- |
| 策定年月               | 1996年8月 | 1998年5月        | 2002年9月        |
| 信号電圧               | 3.3 V     | 1.5 V            | 0.8 V            |
| 速度                   | 1x, 2x    | 1x, 2x, 4x       | 4x, 8x           |
| 切り欠き（突起）の位置 | 3.3 V     | 1.5 V, Universal | 1.5 V, Universal |

より高速な動作モードを備えたリリースであるほど、スルー・レートを高く維持するように信号電圧が低く設定されている。
データ転送速度は1x・2x・4x・8xの4種類があり、バースト転送時でそれぞれ 半二重266 MB/s・533 MB/s・1.07 GB/s・2.13 GB/sの速度となっている。

互換性, カードの切り欠き（上部）、スロットの突起（下部）

カードエッジ端子部分はPCIのような櫛状に端子を並べるのではなく、かつてのEISAバスと同様、端子を上下2列に千鳥配置としている。
また複数の動作電圧が設定されているので、対応電圧の異なるカード・スロットを区別するため、図に示すように、3.3 Vと1.5 Vの電圧にそれぞれ対応した位置に、カードには切り欠きが、スロットには突起が存在する。これにより電圧が非対応のカードの挿入を物理的に防いでいる。AGP 3.0の駆動電圧である0.8 Vに対応した切り欠き（突起）は存在しないが、0.8 Vで動作するカードは、0.8 V非対応のスロットに挿入されたときも適切に対処することが規格上定められており、AGP 3.0専用カードであっても1.5 Vの入力電圧に耐え（切り欠きにより3.3 V専用スロットへの挿入は物理的に回避できる）、非対応スロットであることを電気的に認識した後に動作を停止（あるいは1.5 V動作に自動切り替え）し、故障を回避する必要がある。なお、3.0対応スロットの場合、2.0のカードが装着された場合には自動的に2.0モードに切り替わる実装が多い。
過去には、切り欠きが不適切に設定されたカードにより、回路が焼損する事故が起きたこともある。
AGP対応カードが必ずしも全ての動作速度に対応しているわけではなく、動作モードは2xまでしかサポートしないというカードも存在する。
カードやスロットにより、対応する規格の範囲が異なり混乱を招くことがある。また、カードやスロットの物理的形状だけでは対応する動作モードを判断することが出来ないため、混乱に拍車をかけている。
拡張スロットの色は茶色が多く、CPUからは最も近い位置にあることが多い。

### AGP Pro
画像処理に特化したワークステーション等で用いられる、より多くの電力を必要とするビデオカード向けに、ピン数を増やした AGP Pro 規格がある。

## 終焉
2005年末以降のマザーボードの新製品では、より高性能だがAGPと互換性のない後継規格PCI Express (PCIe) 規格スロットのみを搭載したマザーボードが一般的となったため、AGPは事実上旧規格（レガシーデバイス）となり、各ビデオカードベンダーの最新型製品におけるラインナップはPCIeを中心とした物に移り変わっていった。NVIDIAはGeForce 8シリーズ以降のAGP版をリリースしていない。AMDでは2009年現在のところRadeon HD 3000・4000シリーズのAGP版が発売されているが、HD 2000シリーズ以前に比べるとラインナップが大幅に減少し、HD 5000シリーズ以降AGP版のリリースは停止された。
PCIe用ビデオチップをAGPに転用するため、AGP-PCIeブリッジチップ（NVIDIA製品では「HSI」、AMD製品では「Rialto」と呼ばれる）を搭載するカードも存在していた。